# جوکر: جنون مشترک (موسیقی متن)
جوکر: جنون مشترک (موسیقی از فیلم) (انگلیسی: Joker: Folie à Deux (Music from the Motion Picture)) موسیقی متن فیلم محصول سال ۲۰۲۴ جوکر: جنون مشترک است. این آلبوم با اجرای واکین فینیکس و لیدی گاگا در ۴ اکتبر ۲۰۲۴ از طریق واترتاور موزیک و اینترسکوپ رکوردز منتشر شد. گاگا همچنین یک آلبوم همراه فیلم به نام هارلی‌کوین در ۲۷ سپتامبر ۲۰۲۴ منتشر کرد.